# Gare de Szár
La gare de Szár (en hongrois : Szár vasútállomás) est une halte ferroviaire hongroise, située à Szár.